# Hnutí Naše vlast
Hnutí Naše vlast, oficiálně maďarsky Mi Hazánk Mozgalom, zkráceně Mi Hazánk, je národně radikální politická strana v Maďarsku, která se v létě roku 2018 oddělila z Hnutí za lepší Maďarsko.

## Politické cíle
- Ponechání pohraničního plotu a další zvyšování ochrany státních hranic.[2]
- Reforma zákonů o autorských právech, zákaz organizace Artisjus a podobných organizací.[2]
- Zrušení genderové teorie ve vzdělávacích institucích[2] a opětovné zavedení školní segregace.
- Zrušení poplatků za parkování.[2]
- Opětovné zavedení trestu smrti.[3]
- Opětovné zavedení základní vojenské služby.[4]
- Začlenění Zakarpatské oblasti do Maďarska.[5]

## Stranický aparát

### Počet členů
| Rok  | Počet členů |
| ---- | ----------- |
| 2019 | cca 1000    |
| 2020 | cca 1300    |
| 2022 | cca 3000    |

### Vedení strany
- Předseda: László Toroczkai (od 23. červen 2018).[2]
- 1. místopředsedkyně: Dóra Dúró.
- Místopředsedové: Előd Novák, Dávid Dócs, Gábor Ferenczi, Tímea Császárné Kollár.
- Předseda mládežnické organizace Mi Hazánk Ifjai: Csongor Vékony (od 8. února 2020)

### Poslanci Zemského sněmu
- Poslanci osmého Zemského sněmu (2018–2022): Apáti István, Dóra Dúró, Erik Fülöp (pouze do roku 2021).
- Poslanci devátého Zemského sněmu (2022–2026): István Apáti, Dávid Dócs, Dóra Dúró, Előd Novák, István Szabadi, László Toroczkai.

### Poslanci Evropského parlamentu
- Poslanci desátého Evropského parlamentu (2024–2029): László Toroczkai → Dóra Dúró → Zsuzsanna Borvendég.

### Starostové
- Ásotthalom – László Toroczkai (starostou zvolen roku 2013, do roku 2018 za Jobbik)
- Cserháthaláp – Dávid Dócs (starostou zvolen roku 2015, do roku 2018 za Jobbik)
- Devecser – Gábor Ferenczi (starostou zvolen roku 2014, do roku 2018 za Jobbik)
- Kup – Judit Hiér (starostkou zvolena roku 2014, do roku 2018 za Jobbik)
- Kereki – László Viktor Csicsai (starostou zvolen roku 2017, do roku 2018 za Jobbik)
- Nagytőke – Csaba Szél (starostou zvolen roku 2016, do roku 2018 za Jobbik)
- Recsk – Sándor Nagy (starostou zvolen roku 2014, do roku 2018 za Jobbik)
- Tuzsér – Tibor Ferkovics (starostou zvolen roku 2013, do roku 2018 za Jobbik)
- Végegyháza – Norbert Vajda (starostou zvolen roku 2017, do roku 2018 za Jobbik)

- Kandidát na primátora Budapešti v komunálních volbách v červnu 2024: András Grundtner

## Volební výsledky

### Volby do Zemského sněmu
| Volby | Celostátní kandidátní listina (90) | Celostátní kandidátní listina (90) | OEVK (109) | OEVK (109) | Mandáty | Mandáty | Status  |
| Volby | Hlasy                              | %                                  | Hlasy      | %          | Počet   | %       | Status  |
| ----- | ---------------------------------- | ---------------------------------- | ---------- | ---------- | ------- | ------- | ------- |
| 20181 |                                    |                                    |            |            | 2/199   | 1,3     | Opozice |
| 2022  | 332 487                            | 5,88                               | 307 064    | 5,74       | 6/199   | 3,02    | Opozice |

1: Apáti István a Dóra Dúró získali poslanecký mandát na celostátní kandidátní listině Hnutí za lepší Maďarsko (Jobbik), které opustili 8. května 2018.

### Volby do Evropského parlamentu
| Volby | Počet hlasů | Hlasy v % | Počet mandátů | Politická skupina EP | Evropská strana |
| ----- | ----------- | --------- | ------------- | -------------------- | --------------- |
| 2019  | 114 156     | 3,29      | 0/21          | —                    | —               |
| 2024  | 306 404     | 6,71      | 1/21          | ESN                  | —               |